# نورهان الشيخ
نورهان السيد عبدالحميد الشيخ عضوة المجلس المصرى للشئون الخارجية، أستاذة العلاقات الدولية، بكلية الاقتصاد والعلوم السياسية-جامعة القاهرة-. مؤسسة ومديرة وحدة الدراسات الروسية - جامعة القاهرة - ديسمبر 2018. عضوة الجمعية المصرية للأمم المتحدة. وعضوة الجمعية العربية للعلوم السياسية. عضو اللجنة المصرية للتضامن الأفراّسيوي. حصلت علي الدكتوراه في العلوم السياسية من جامعة القاهرة في فبراير 2000، حول موضوع "دور النخبة الحاكمة في إعادة هيكلة السياسة الخارجية -دراسة لحالتي الاتحاد السوفيتي (1985-1991) وروسيا الإتحادية (1991-1996).و ايضاً علي الماجستير في إستراتيجيات التنمية البديلة من معهد الدراسات الاجتماعية، لاهاي-هولندا في ديسمبر 1994. كما حصلت علي دبلومة اللغة الروسية من معهد بوشكين عام 1993.
تعمل مديراً لوحدة دراسات الشباب وإعداد القادة منذ يناير 2008 .وأيضاً مديراً لمركز الدراسات الأمريكية بكلية الاقتصاد والعلوم السياسية -جامعة القاهرة منذ يناير 2009.
وتقوم بتدريس العديد من المقررات الدراسية في مجال العلاقات الدولية والسياسة الخارجية. ودراسات روسيا والكومنولث، والدراسات الأوروبية، باللغات العربية والإنجليزية والروسية، ولها العديد من الدراسات والبحوث حول روسيا الإتحادية وكومنولث الدول المستقلة.

## المؤهلات العلمية
1. دكتوراه العلوم السياسية في العلاقات الدولية من كلية الاقتصاد والعلوم السياسية- جامعة القاهرة بتاريخ 7/2/2000.[1]
2. ماجستير في استراتيجيات التنمية – معهد الدراسات الاجتماعية – لهاى – هولندا ديسمبر 1994.
3. دبلومة اللغة الروسية من معهد بوشكين عام 1993.
4. بكالوريوس اقتصاد وعلوم سياسية – تقدير امتياز مرتبة شرف – 1991.
5. المهارات اللغوية: العربية – الإنجليزية – (الروسية.

## الخبرة العملية
1. مؤسس ومدير وحدة دراسات الشباب - جامعة القاهرة (2008 - 2015).
2. مدير مركز الدراسات الأمريكية - جامعة القاهرة (2009 -2011).
3. رئيس وحدة التدريب المتقدم والتعاون الدولى ومستشار المركز الدولى للدراسات المستقبلية والاستراتيجية (2005 – 2013).
4. مدير برنامج الدراسات الماليزية– جامعة القاهرة (مايو – ديسمبر 2018)
5. نائب مدير مركز دراسات واستشارات الإدارة العامة - جامعة القاهرة (يوليو - ديسمبر 2004).
6. مستشار السيد الدكتور وزير الشباب (2000 - 2006).
7. مستشار السيد الدكتور رئيس المجلس القومى للشباب (2006 – 2008).
8. عضو المجلس القومى للشباب وممثل المرأة بالمجلس (2003-2005).
9. عضو اللجنة العلمية بالمجلس الأعلى للثقافة للإعداد لعام الثقافة المصرية الروسية 2020، (9 يونيو 2019).
10. عضو الهيئة الاستشارية لتحرير مجلة «آسيا وأفريقيا اليوم» (2015 -).
11. عضو لجنة الشباب بالاتحاد العام للجمعيات الأهلية (2003-2005).
12. وتقوم بتدريس العديد من المقررات الدراسية في مجال العلاقات الدولية والسياسة الخارجية. ودراسات روسيا والكومنولث، والدراسات الأوروبية، باللغات العربية والإنجليزية والروسية، ولها العديد من الدراسات والبحوث حول روسيا الإتحادية وكومنولث الدول المستقلة.

## الخبرة التدريسية
أستاذ زائر في أكاديمية ناصر العسكرية العليا (كليتى الدفاع الوطنى والحرب العليا)، وشاركت في التدريب وإلقاء المحاضرات في معهد الدراسات الدبلوماسية بوزارة الخارجية، ومعهد البحوث والدراسات العربية (جامعة الدول العربية).
تقوم بتدريس العديد من المقررات باللغتين العربية والإنجليزية، بكلية الاقتصاد والعلوم السياسية، جامعة القاهرة، منها: Strategic Studies، Introduction to Political Science، Foreign Policy: Theory & Practice، Development of International Politics (1815 – 1991)، Europe in International Relations ،Contemporary European Mediterranean Issues، النظم السياسيـة في روسيا ودول الكومنـولث، آسيا في السياسة.
1. نظرية السياسة الخارجية، لطلاب الدكتوراة، (2004 – 2006).
2. نظرية العلاقات الدولية، لطلاب ماجستير العلوم السياسية (2006، 2008).
3. آسيا في السياسة الدولية لطلاب الفرقة الرابعة – علوم سياسية، (2011 –).
4. النظم السياسية الآسيوية، لطلاب الفرقة الثالثة – علوم سياسية، (2005 – 2006).
5. قاعة بحث لطلاب الفرقة الثانية – علوم سياسية، (2002 – 2007).
6. مبادئ العلوم السياسية، لطلاب الفرقة الأولى، (2011 –)
7. Foreign Policy: Theory & Practice، لطلاب الفرقة الرابعة – علوم سياسية، (2000، 2012).
8. نظرية السياسة الخارجية، لطلاب الفرقة الرابعة – علوم سياسية، (2013).
9. Development of International Politics (1815 – 1991)، لطلاب الفرقة الثالثة – علوم سياسية، (2001 – 2010).
10. Europe in International Relations، لطلاب ماجستير الدراسات الأوربية، (2004 -2011).
11. Contemporary European Mediterranean Issues، لطلاب دكتوراة الدراسات الأوربية، (2007 -2011).
12. النظم السياسيـة في روسيا ودول الكومنـولث، لطلاب ماجستير ودكتوراة العلوم السياسية، (2007 –).

## البرامج التدريبية
تنظم وإدارة العديد من البرامج التدريبية وورش العمل للشباب، داخل وخارج كلية الاقتصاد والعلوم السياسية..بحضور العديد من رواد الفكر وخبراء العلوم السياسية من شتي دول العالم

## جوائز
حاصلة على وسام الشاعر الروسي الكبير ألكسندر بوشكين، من اتحاد الكتاب الروس، تقديراً للإسهام في دفع مسيرة التواصل الثقافي العربي الروسي، يوم 29 يناير 2018.
حاصلة على وسام بوشكين من معهد بوشكين، تقديراً للتميز في تعلم اللغة الروسية، يوم 12 يونيو 1993.
شهادة تقدير للعطاء المتميز من كلية الاقتصاد والعلوم السياسية _ جامعة القاهرة،2010.

## الإنتاج العلمي

### كتب
لها عشرات الدراسات والبحوث والمقالات بالعربية والإنجليزية والروسية، وصدر لها العديد من الكتب منها:
- نورهان الشيخ، العلاقات الروسية الأمريكية من الحرب الباردة إلى السلام البارد، القاهرة: المكتب العربى للمعارف، 2019.
- --------، نظرية العلاقات الدولية، القاهرة: المكتب العربى للمعارف، 2018.
- --------، موقف الاتحاد السوفيتى وروسيا من الوحدة العربية منذ مطلع القرن العشرين وحتى الآن، مركز دراسات الوحدة العربية، بيروت، 2013.
- --------، «السياسة الروسية تجاه الشرق الأوسط في القرن الحادى والعشرين»، مركز الدراسات الأوربية، كلية الاقتصاد والعلوم السياسية، جامعة القاهرة، 2010.
- --------، «دور النخبة الحاكمة في إعادة هيكلة السياسة الخارجية – دراسة للحالة الروسية (1985 – 1996)»، كلية الاقتصاد والعلوم السياسية، جامعة القاهرة، 2000.
- --------، عملية صنع القرار في روسيا والعلاقات العربية الروسية، مركز دراسات الوحدة العربية، بيروت، 1998.
- --------، المشاركة السياسية للشباب في ضوء نتائج الانتخابات المحلية 2008، وحدة دراسات الشباب، كلية الاقتصاد والعلوم السياسية، جامعة القاهرة، 2008.

## وصلات خارجية
1. «موقع كايرو دار»

1. موقع اليوم السابع

1. «مقالات أخرى لنورهان الشيخ»